# Rallye Safari 1979
Le Rallye Safari 1979 (27th East African Safari), disputé du 12 au 16 avril 1979, est la soixante-septième manche du championnat du monde des rallyes (WRC) courue depuis 1973, et la quatrième manche du championnat du monde des rallyes 1979.

## Contexte avant la course

### Le championnat du monde

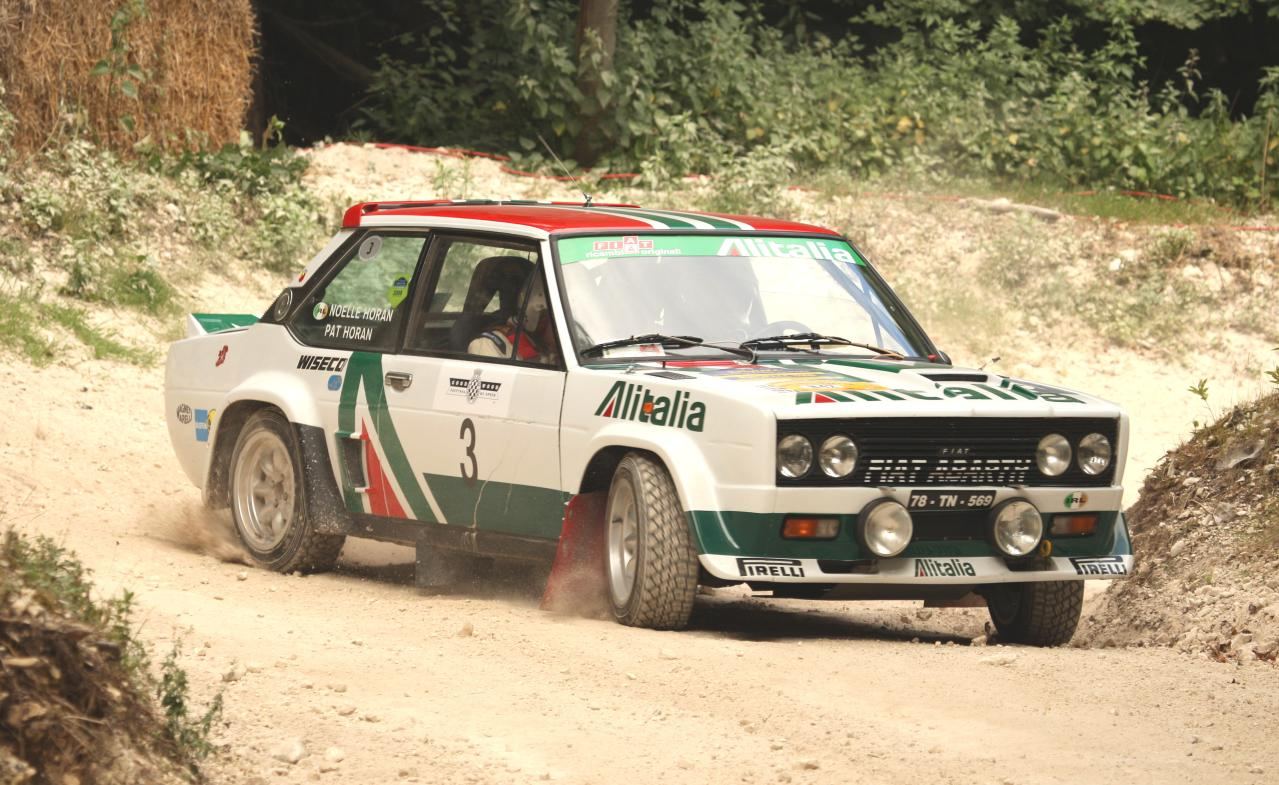
La Fiat 131 Abarth (ici lors d'une épreuve historique) a permis à Fiat de remporter deux titres mondiaux.

Ayant succédé en 1973 au championnat international des marques (en vigueur de 1970 à 1972), le championnat du monde des rallyes s'appuie sur les plus célèbres épreuves routières internationales, telles le Rallye Monte-Carlo, le Safari ou le RAC Rally. Parallèlement au championnat des constructeurs, la Commission Sportive Internationale (CSI) a cette année introduit un championnat des pilotes, succédant à la controversée Coupe des conducteurs qui incluait des épreuves de second plan. Le calendrier 1979 comprend douze manches (dont huit européennes), réservées aux voitures des catégories suivantes :
- Groupe 1 : voitures de tourisme de série
- Groupe 2 : voitures de tourisme spéciales
- Groupe 3 : voitures de grand tourisme de série
- Groupe 4 : voitures de grand tourisme spéciales

Fiat (marque championne du monde en 1977 et 1978) et Ford sont les principaux constructeurs de la saison 1979, les autres limitant leurs engagements aux épreuves leur offrant des retombées commerciales importantes. Le Safari, importante vitrine pour le marché automobile africain, constitue cette année l’un des principaux objectifs de Datsun, Mercedes-Benz ou Peugeot, dernier vainqueur en date. Fiat est également présent, contrairement à Ford qui, depuis son dernier succès en 1977, a renoncé à participer à l'épreuve kényane, dont la préparation s'avère très onéreuse.

### L'épreuve

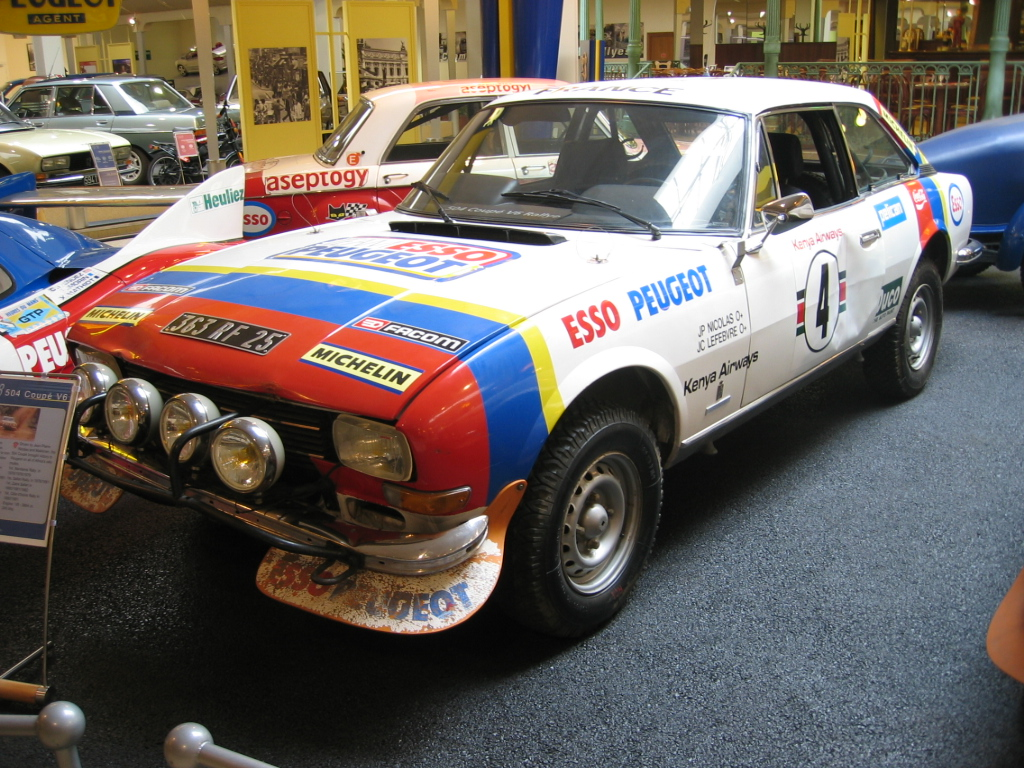
Le coupé 504V6 a permis à Peugeot d'obtenir une sixième victoire en 1978.

Le plus renommé des rallyes africains, initialement appelé « Coronation Safari », fut créé en 1953 en hommage à la reine Élisabeth II, alors que le Kenya était encore un protectorat britannique. Dès 1960, le parcours sortit des frontières kényanes pour s'étendre aux protectorats voisins, la Tanzanie et l'Ouganda. A cette occasion, l'épreuve fut rebaptisée « East African Safari », appellation qui perdurera après l’indépendance des trois pays. L'East African Safari est l'une des manches les plus dures de la saison, son parcours empruntant des pistes souvent défoncées alternant rocaille et boue. Bien que le classement soit établi sur le principe du temps imparti (et non par addition des temps réalisés sur des secteurs chronométrés comme pour la plupart des autres rallies), la difficulté à respecter les moyennes imposées entre les nombreux contrôles horaires rend l'épreuve extrêmement sélective. Peugeot s'y est imposé à six reprises entre 1963 et 1978, un record.

## Le parcours
- départ : 12 avril 1979 de Nairobi
- arrivée : 16 avril 1979 à Nairobi
- distance : 5 027,5 km (5 031 km initialement prévus)
- surface : terre, boue et rocaille, asphalte (minoritaire)
- Parcours divisé en trois étapes, 82 contrôles horaires[3]

### Première étape
- Nairobi - Kisumu - Eldoret - Nakuru - Nairobi, du 12 au 13 avril
- distance : 1 962 km dont 1 478 km de piste

### Deuxième étape
- Nairobi - Mombasa - Nairobi, du 14 au 15 avril
- distance : 1 697 km (1 700,5 km initialement prévus) dont 1 020 km de piste

### Troisième étape
- Nairobi - Nyahururu - Meru - Nyeri - Nairobi, du 15 au 16 avril
- distance : 1 368,5 km dont 1 053 km de piste[4]

## Les forces en présence
- Datsun

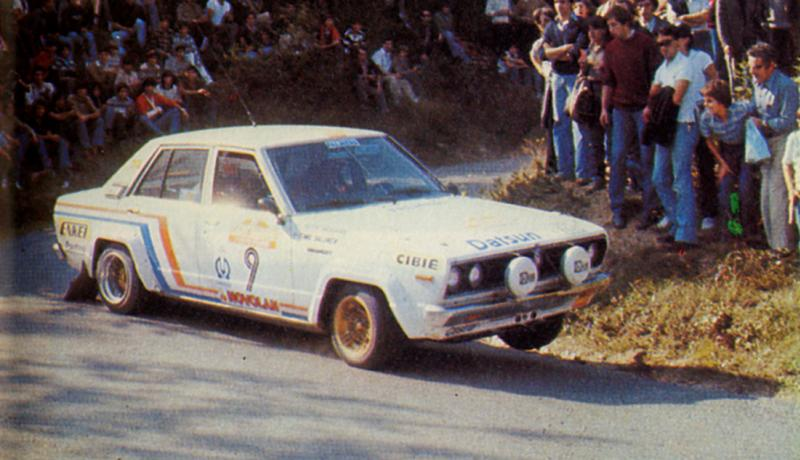
La Datsun 160J groupe 2, ici lors d'une épreuve européenne.

La marque japonaise a engagé trois berlines 160J PA10 groupe 2 par l'intermédiaire de son importateur local D.T. Dobie. Spécialement renforcées pour les pistes africaines, ces voitures de 1 250 kg disposent d'un robuste moteur quatre cylindres de deux litres de cylindrée à simple arbre à cames, développant 200 chevaux à 7800 tr/min. Elles sont confiées au pilote local Shekhar Mehta (vainqueur de l'épreuve en 1973), Rauno Aaltonen et Harry Källström. Engagés à titre privé, le Kényan Mike Kirkland et le Japonais Yoshio Iwashita disposent de modèles identiques. Les Datsun sont toutes équipées de pneumatiques Dunlop.
- Fiat

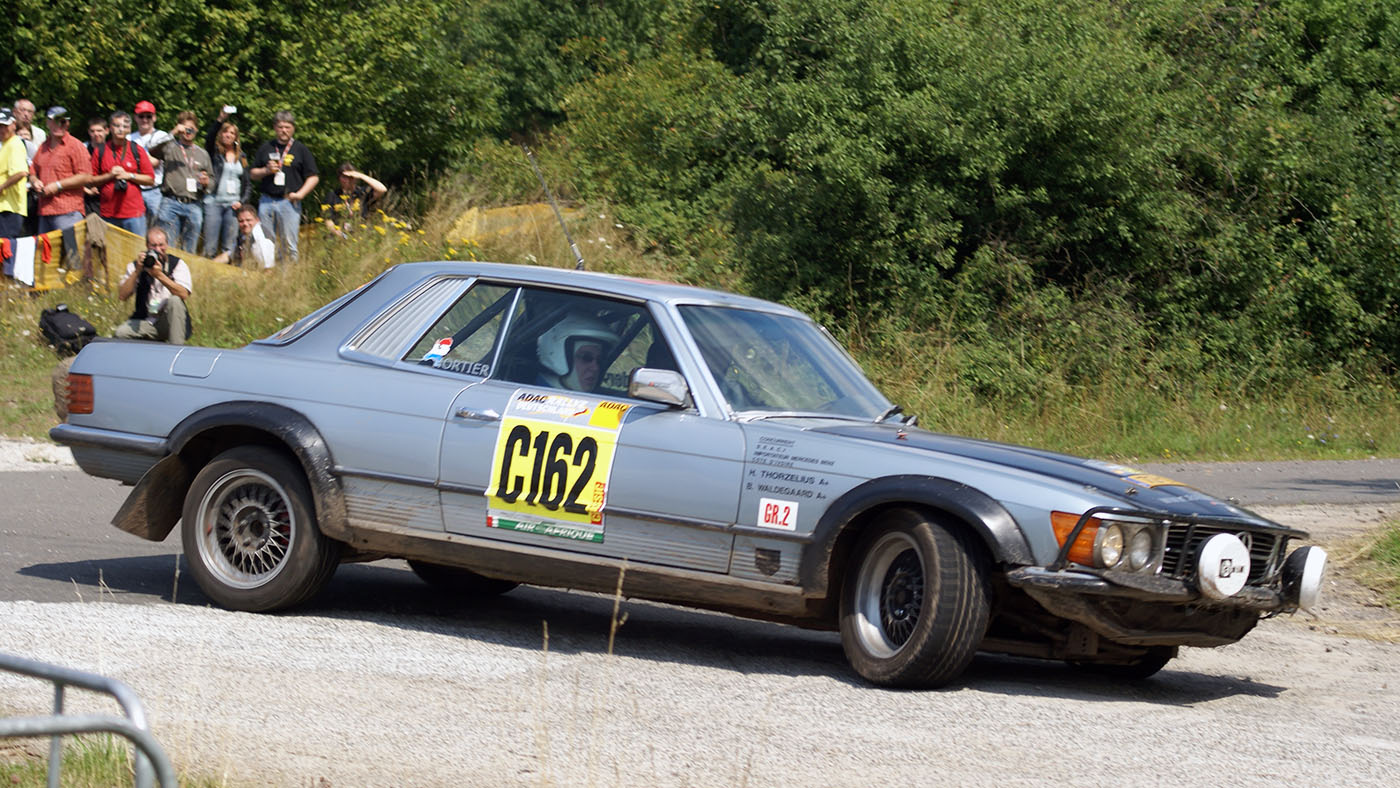
Un coupé Mercedes 450 SLC groupe 4 lors d'une course historique.

Le constructeur italien a déployé d'importants moyens pour tenter de s'imposer au Safari, un rallye qui manque à son palmarès. L'usine a engagé trois 131 Abarth groupe 4. La structure renforcée a porté le poids à 1290 kg (contre 1000 pour les versions habituelles), tandis que la puissance du moteur deux litres seize soupapes a été ramenée à 220 chevaux. Sorti de sa retraite sportive, Sandro Munari a passé un mois à reconnaître les pistes kényanes. Il est épaulé par Walter Röhrl et Markku Alén, ce dernier découvrant l'épreuve. Les trois voitures sont chaussées de pneus Pirelli.
- Mercedes-Benz

Tout comme Datsun, le constructeur de Stuttgart est représenté par l'importateur D.T. Dobie. Avec six voitures officielles et son impressionnant matériel d'assistance, la marque allemande fait figure d’épouvantail. Aux trois imposants coupés 450 SLC 5.0 groupe 4 (1410 kg, moteur V8 de cinq litres, 320 chevaux, boîte automatique, air conditionné, 250 km/h en pointe) pilotés par Hannu Mikkola, Björn Waldegård et Vic Preston Jr s'ajoutent trois berlines 280 E groupe 2 (1330 kg, six cylindres, 2 800 cm3, 220 chevaux) confiées au triple vainqueur Joginder Singh, au Britannique Andrew Cowan et au vétéran polonais Sobieslaw Zasada. Coupés et berlines utilisent des pneus Dunlop.
- Peugeot

Victorieux des deux manches mondiales africaines l'année précédente, les coupés 504 V6 groupe 4 ont les faveurs des pronostics. Grand habitué de l'épreuve, Shekhar Mehta les donnent largement favoris, tout comme Jürgen Barth, pilote-ingénieur de Porsche. L'usine a particulièrement soigné la préparation de ses quatre voitures, qui disposent désormais de 240 chevaux grâce à de nouvelles tubulures d'échappement. La boîte de vitesses avec cinquième rapport surmultiplié permet exploiter au mieux le moteur V6 de 2 700 cm3 et d'atteindre 200 km/h en pointe. Timo Mäkinen, Jean-Pierre Nicolas et Simo Lampinen sont cette année épaulés par Jean-Claude Lefebvre. Les 504 sont équipées de pneus Michelin.
- Porsche

Après sa tentative infructueuse de l'année précédente malgré d'énormes moyens mis en place, Porsche n'a pas souhaité renouvelé l'expérience. Deux ingénieurs de la marque, Jürgen Barth et Alex Janda, ont toutefois pris l'initiative d'engager deux voitures à titre personnel : il s'agit de Porsche 924 turbo, très proches des modèles de série, les protections additionnelles ayant toutefois porté leur poids à 1300 kg. Leur moteur quatre cylindres turbocompressé (0,5 bars de surpression) délivre 170 chevaux. Elles utilisent des pneus Dunlop.

## Déroulement de la course

### Première étape

#### Nairobi - Kisumu - Eldoret
Les 66 équipages s'élancent de Nairobi le jeudi 12 avril, à partir de 14 heures, en direction du nord. La moyenne impartie sur cette première partie du trajet est de 95 km/h. Le début d'étape ne présente pas de difficulté particulière jusqu'au point de contrôle n°4, que Sandro Munari (Fiat), Shekhar Mehta (Datsun) et Björn Waldegård (Mercedes) parviennent à rejoindre dans le temps imparti. Dans les secteurs suivants, les premières pénalités tombent, permettant à Waldegård de prendre seul la tête de la course devant son coéquipier Hannu Mikkola, talonné par les Datsun de Mehta et Rauno Aaltonen. Mehta s'accroche aux Mercedes et parvient à occuper brièvement la première place avant de reperdre un peu de terrain sur Waldegård, qui rallie Kisumu en tête. Après trois heures de pause, les concurrents reprennent la piste en direction d'Eldoret. Mehta et Mäkinen (Peugeot) font le forcing et prennent les deux premières places au contrôle de Kitale, alors que se produit le premier abandon notable, Jean-Pierre Nicolas (vainqueur l’année précédente) devant renoncer après avoir coulé une bielle sur son coupé 504. Munari a perdu du temps à cause d'une double crevaison, ayant heurté une pierre alors qu'il tentait de dépasser la Mercedes de Preston ; le champion italien a chuté à la huitième place. Une mésaventure similaire va pénaliser Mehta sur le dernier secteur avant le regroupement d'Eldoret, au moment de dépasser la 504 de Mäkinen : ce dernier ferme la porte, provoquant la sortie de piste de la Datsun ; Mehta doit faire remplacer les suspensions, et perd sa première place. A Eldoret, que les premiers atteignent vers cinq heures du matin, une nouvelle pause de trois heures est accordée aux équipages. Mäkinen et Waldegård sont ex-æquo en tête, comptant quatre minutes d'avance sur Aaltonen. Mehta a rétrogradé en quatrième position, à égalité avec Mikkola.
| Pos. | Pilote          | Copilote              | Voiture                   | Groupe | Pénalisations | Écart    |
| ---- | --------------- | --------------------- | ------------------------- | ------ | ------------- | -------- |
| 1    | Timo Mäkinen    | Jean Todt             | Peugeot 504 V6 coupé      | 4      | 1 h 10 min    |          |
| 1=   | Björn Waldegård | Hans Thorszelius      | Mercedes-Benz 450 SLC 5.0 | 4      | 1 h 10 min    |          |
| 3    | Rauno Aaltonen  | Lofty Drews           | Datsun 160J PA10          | 2      | 1 h 14 min    | + 4 min  |
| 4    | Shekhar Mehta   | Mike Doughty          | Datsun 160J PA10          | 2      | 1 h 29 min    | + 19 min |
| 4=   | Hannu Mikkola   | Arne Hertz            | Mercedes-Benz 450 SLC 5.0 | 4      | 1 h 29 min    | + 19 min |
| 6    | Simo Lampinen   | Atso Aho              | Peugeot 504 V6 coupé      | 4      | 1 h 41 min    | + 31 min |
| 7    | Andrew Cowan    | Johnstone Syer        | Mercedes 280 E            | 2      | 1 h 49 min    | + 39 min |
| 8    | Markku Alén     | Ilkka Kivimäki        | Fiat 131 Abarth           | 4      | 1 h 55 min    | + 45 min |
| 8=   | Sandro Munari   | Silvio Maiga          | Fiat 131 Abarth           | 4      | 1 h 55 min    | + 45 min |
| 10   | Walter Röhrl    | Christian Geistdörfer | Fiat 131 Abarth           | 4      |               |          |
| 11   | Joginder Singh  | David Doig            | Mercedes 280 E            | 2      |               |          |
| 12   | Harry Källström | Claes Billstam        | Datsun 160J PA10          | 2      |               |          |

#### Eldoret - Nakuru
La nuit a été entrecoupée d'averses et la piste menant à Nakuru alterne tronçons secs et secteurs boueux. Dans ces conditions, Waldegård parvient tout d'abord à distancer Mäkinen, avant d'être lourdement pénalisé à cause de la rupture d'un élément de suspension entraînant le bris d'un demi-arbre. La réparation va coûter deux heures et demie au pilote suédois qui perd plus de dix places au classement général. Aaltonen a également hypothéqué une bonne partie de ses chances de victoire après avoir cassé un amortisseur et un élément de transmission ; la remise en état lui a fait perdre une heure et demie sur ses adversaires. Simo Lampinen occupe alors la quatrième position, mais peu après une grosse pierre défonce le carter de sa 504. Privé de manomètre depuis le départ, le pilote finlandais ne se rend pas compte de la fuite d'huile qui s'ensuit et continue sa course, avant qu'une rupture de coussinet de bielle ne le contraigne à l'abandon. Jean-Claude Lefebvre ayant quant à lui perdu énormément de temps à cause de problèmes d'accélérateur puis de direction, Mäkinen reste le dernier pilote Peugeot en lice pour la victoire. Seul de l'équipe à n'avoir connu aucun problème mécanique, il rallie Nakuru avec onze minutes d'avance sur la Mercedes de Mikkola et seize sur la Datsun de Mehta. Épargné par les problèmes sur ce tronçon, Munari est remonté en quatrième position, devant la berline Mercedes d'Andrew Cowan.
| Pos. | Pilote          | Copilote              | Voiture                   | Groupe | Pénalisations | Écart        |
| ---- | --------------- | --------------------- | ------------------------- | ------ | ------------- | ------------ |
| 1    | Timo Mäkinen    | Jean Todt             | Peugeot 504 V6 coupé      | 4      | 1 h 43 min    |              |
| 2    | Hannu Mikkola   | Arne Hertz            | Mercedes-Benz 450 SLC 5.0 | 4      | 1 h 54 min    | + 11 min     |
| 3    | Shekhar Mehta   | Mike Doughty          | Datsun 160J PA10          | 2      | 1 h 59 min    | + 16 min     |
| 4    | Sandro Munari   | Silvio Maiga          | Fiat 131 Abarth           | 4      | 2 h 16 min    | + 33 min     |
| 5    | Andrew Cowan    | Johnstone Syer        | Mercedes 280 E            | 2      | 2 h 23 min    | + 40 min     |
| 6    | Walter Röhrl    | Christian Geistdörfer | Fiat 131 Abarth           | 4      | 2 h 35 min    | + 52 min     |
| 7    | Markku Alén     | Ilkka Kivimäki        | Fiat 131 Abarth           | 4      | 2 h 48 min    | + 1 h 05 min |
| 8    | Joginder Singh  | David Doig            | Mercedes 280 E            | 2      | 2 h 55 min    | + 1 h 12 min |
| 9    | Harry Källström | Claes Billstam        | Datsun 160J PA10          | 2      | 2 h 56 min    | + 1 h 13 min |
| 10   | Rauno Aaltonen  | Lofty Drews           | Datsun 160J PA10          | 2      | 3 h 06 min    | + 1 h 23 min |
| 10=  | Mike Kirkland   | Dave Haworth          | Datsun 160J PA10          | 2      | 3 h 06 min    | + 1 h 23 min |

#### Nakuru - Nairobi
Le retour vers Nairobi s'effectue le vendredi après-midi. En fin de parcours Mikkola réduit nettement son retard sur Mäkinen, d'autant que ce dernier doit faire remplacer le carter avant le dernier contrôle, la longueur de l'intervention lui coûtant quatre minutes de pénalité. À l'arrivée de l'étape, seulement trois minutes séparent les deux pilotes finlandais. Troisième à onze minutes, Mehta reste très menaçant, alors que Munari, quatrième à moins d'une demi-heure, a également réduit son retard en cette fin d'étape. Sur soixante-six équipages au départ la veille, vingt-neuf ont déjà renoncé.
| Pos. | Pilote               | Copilote              | Voiture                   | Groupe | Pénalisations | Écart        |
| ---- | -------------------- | --------------------- | ------------------------- | ------ | ------------- | ------------ |
| 1    | Timo Mäkinen         | Jean Todt             | Peugeot 504 V6 coupé      | 4      | 1 h 58 min    |              |
| 2    | Hannu Mikkola        | Arne Hertz            | Mercedes-Benz 450 SLC 5.0 | 4      | 2 h 01 min    | + 3 min      |
| 3    | Shekhar Mehta        | Mike Doughty          | Datsun 160J PA10          | 2      | 2 h 09 min    | + 11 min     |
| 4    | Sandro Munari        | Silvio Maiga          | Fiat 131 Abarth           | 4      | 2 h 27 min    | + 29 min     |
| 5    | Andrew Cowan         | Johnstone Syer        | Mercedes 280 E            | 2      | 2 h 37 min    | + 39 min     |
| 6    | Walter Röhrl         | Christian Geistdörfer | Fiat 131 Abarth           | 4      | 2 h 42 min    | + 44 min     |
| 7    | Markku Alén          | Ilkka Kivimäki        | Fiat 131 Abarth           | 4      | 2 h 48 min    | + 50 min     |
| 8    | Joginder Singh       | David Doig            | Mercedes 280 E            | 2      | 3 h 00 min    | + 1 h 02 min |
| 9    | Harry Källström      | Claes Billstam        | Datsun 160J PA10          | 2      | 3 h 09 min    | + 1 h 11 min |
| 10   | Rauno Aaltonen       | Lofty Drews           | Datsun 160J PA10          | 2      | 3 h 14 min    | + 1 h 16 min |
| 11   | Mike Kirkland        | Dave Haworth          | Datsun 160J PA10          | 2      |               |              |
| 12   | Sobieslaw Zasada     | Błażej Krupa          | Mercedes 280 E            | 2      |               |              |
| 13   | Björn Waldegård      | Hans Thorszelius      | Mercedes-Benz 450 SLC 5.0 | 4      | 4 h 13 min    | + 2 h 15 min |
| 14   | Jean-Claude Lefebvre | Christian Delferier   | Peugeot 504 V6 coupé      | 4      |               |              |

### Deuxième étape

#### Nairobi - Mombasa
Les 37 concurrents rescapés ont pu profiter d’une nuit de repos et reprennent la route le samedi matin en direction de Mombasa. Une bonne partie du parcours se déroule sur route goudronnée, jusqu'aux Monts Taita où commencent les véritables difficultés. C'est dans ce secteur que Mäkinen cède le commandement à Mikkola, à cause de la rupture de la courroie de ventilateur qui va nécessiter une intervention lui faisant perdre dix minutes sur son temps imparti. Reparti en seconde position, le pilote Peugeot va être victime d'un incident nettement plus sérieux un peu plus tard, la perte d'un boulon sur un élément de suspension endommageant le train avant du coupé 504. La réparation est cette fois plus importante, générant plus d'une demi-heure de pénalisation ; Mäkinen perd deux nouvelles places au classement, dépassé par Mehta et Munari. À Mombasa, Mikkola a porté son avance sur Mehta à treize minutes. Munari se maintient à moins d'une demi-heure du leader alors que Mäkinen compte désormais quarante minutes de retard et se voit menacé par la Fiat de Walter Röhrl.
| Pos. | Pilote         | Copilote              | Voiture                   | Groupe | Pénalisations | Écart        |
| ---- | -------------- | --------------------- | ------------------------- | ------ | ------------- | ------------ |
| 1    | Hannu Mikkola  | Arne Hertz            | Mercedes-Benz 450 SLC 5.0 | 4      | 2 h 24 min    |              |
| 2    | Shekhar Mehta  | Mike Doughty          | Datsun 160J PA10          | 2      | 2 h 37 min    | + 13 min     |
| 3    | Sandro Munari  | Silvio Maiga          | Fiat 131 Abarth           | 4      | 2 h 50 min    | + 26 min     |
| 4    | Timo Mäkinen   | Jean Todt             | Peugeot 504 V6 coupé      | 4      | 3 h 04 min    | + 40 min     |
| 5    | Walter Röhrl   | Christian Geistdörfer | Fiat 131 Abarth           | 4      | 3 h 13 min    | + 49 min     |
| 6    | Andrew Cowan   | Johnstone Syer        | Mercedes 280 E            | 2      | 3 h 21 min    | + 57 min     |
| 7    | Markku Alén    | Ilkka Kivimäki        | Fiat 131 Abarth           | 4      | 3 h 22 min    | + 58 min     |
| 8    | Joginder Singh | David Doig            | Mercedes 280 E            | 2      | 3 h 36 min    | + 1 h 12 min |
| 8=   | Rauno Aaltonen | Lofty Drews           | Datsun 160J PA10          | 2      | 3 h 36 min    | + 1 h 12 min |
| 10   | Mike Kirkland  | Dave Haworth          | Datsun 160J PA10          | 2      | 3 h 59 min    | + 1 h 35 min |

#### Mombasa - Nairobi

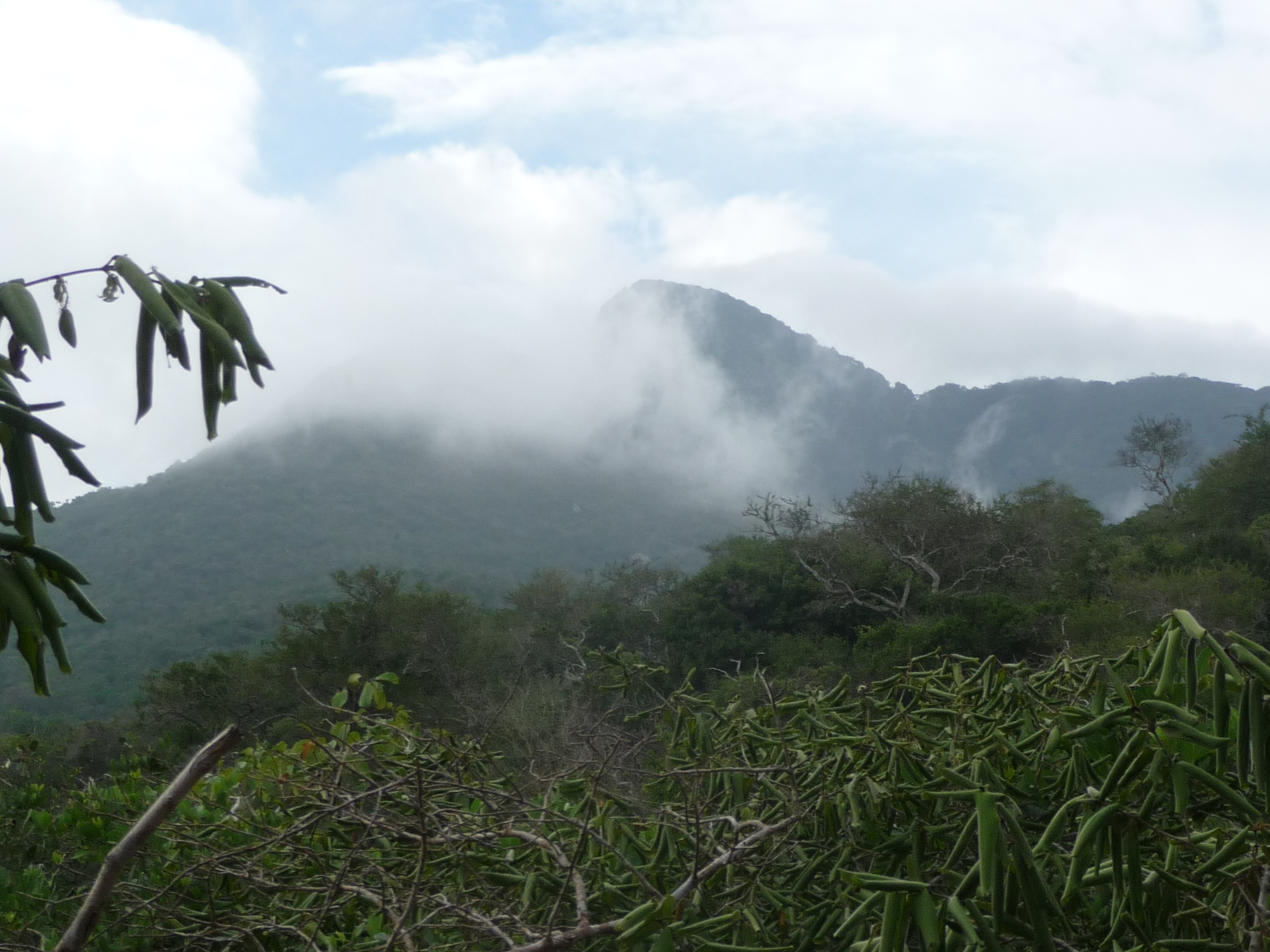
C'est dans le secteur des monts Taita que Peugeot a perdu ses dernières chances de victoire.

La deuxième partie de l'étape met fin aux espoirs de l'équipe Peugeot : alors que les précédents incidents avaient incité Mäkinen à ménager sa mécanique, la malchance s'abat une nouvelle fois sur l'équipage de la Peugeot n°8 : dans le deuxième passage des monts Taita, une bielle du moteur V6 cède, probablement à cause d'un problème de lubrification. De grosses pluies ont fait leur apparition et peu après Kibwezi seuls les premiers concurrents parviennent à franchir un passage où la rivière a envahi la route. La Mercedes de Waldegård est passé in extremis, ayant failli être emportée par le courant, tandis que Röhrl a dû utiliser un filin pour traverser. L'eau montant toujours, les organisateurs préfèrent annuler ce secteur, ce qui permet à Munari d’effacer les 90 minutes de pénalisations qu'il venait d’encaisser à cause d'une suspension cassée et de conserver sa troisième place. Au terme de la seconde étape, Mikkola reste au commandement, toujours menacé par Mehta, désormais à moins de dix minutes de la Mercedes de tête.
| Pos. | Pilote          | Copilote              | Voiture                   | Groupe | Pénalisations | Écart        |
| ---- | --------------- | --------------------- | ------------------------- | ------ | ------------- | ------------ |
| 1    | Hannu Mikkola   | Arne Hertz            | Mercedes-Benz 450 SLC 5.0 | 4      | 3 h 24 min    |              |
| 2    | Shekhar Mehta   | Mike Doughty          | Datsun 160J PA10          | 2      | 3 h 33 min    | + 9 min      |
| 3    | Sandro Munari   | Silvio Maiga          | Fiat 131 Abarth           | 4      | 3 h 46 min    | + 22 min     |
| 4    | Walter Röhrl    | Christian Geistdörfer | Fiat 131 Abarth           | 4      | 4 h 26 min    | + 1 h 02 min |
| 5    | Andrew Cowan    | Johnstone Syer        | Mercedes 280 E            | 2      | 4 h 30 min    | + 1 h 06 min |
| 6    | Markku Alén     | Ilkka Kivimäki        | Fiat 131 Abarth           | 4      | 4 h 35 min    | + 1 h 11 min |
| 6=   | Rauno Aaltonen  | Lofty Drews           | Datsun 160J PA10          | 2      | 4 h 35 min    | + 1 h 11 min |
| 8    | Mike Kirkland   | Dave Haworth          | Datsun 160J PA10          | 2      | 5 h 30 min    | + 2 h 06 min |
| 9    | Björn Waldegård | Hans Thorszelius      | Mercedes-Benz 450 SLC 5.0 | 4      | 5 h 53 min    | + 2 h 29 min |
| 10   | Robin Ulyate    | Ian Street            | Fiat 131 Abarth           | 4      | 6 h 31 min    | + 3 h 07 min |

### Troisième étape

#### Nairobi - Meru

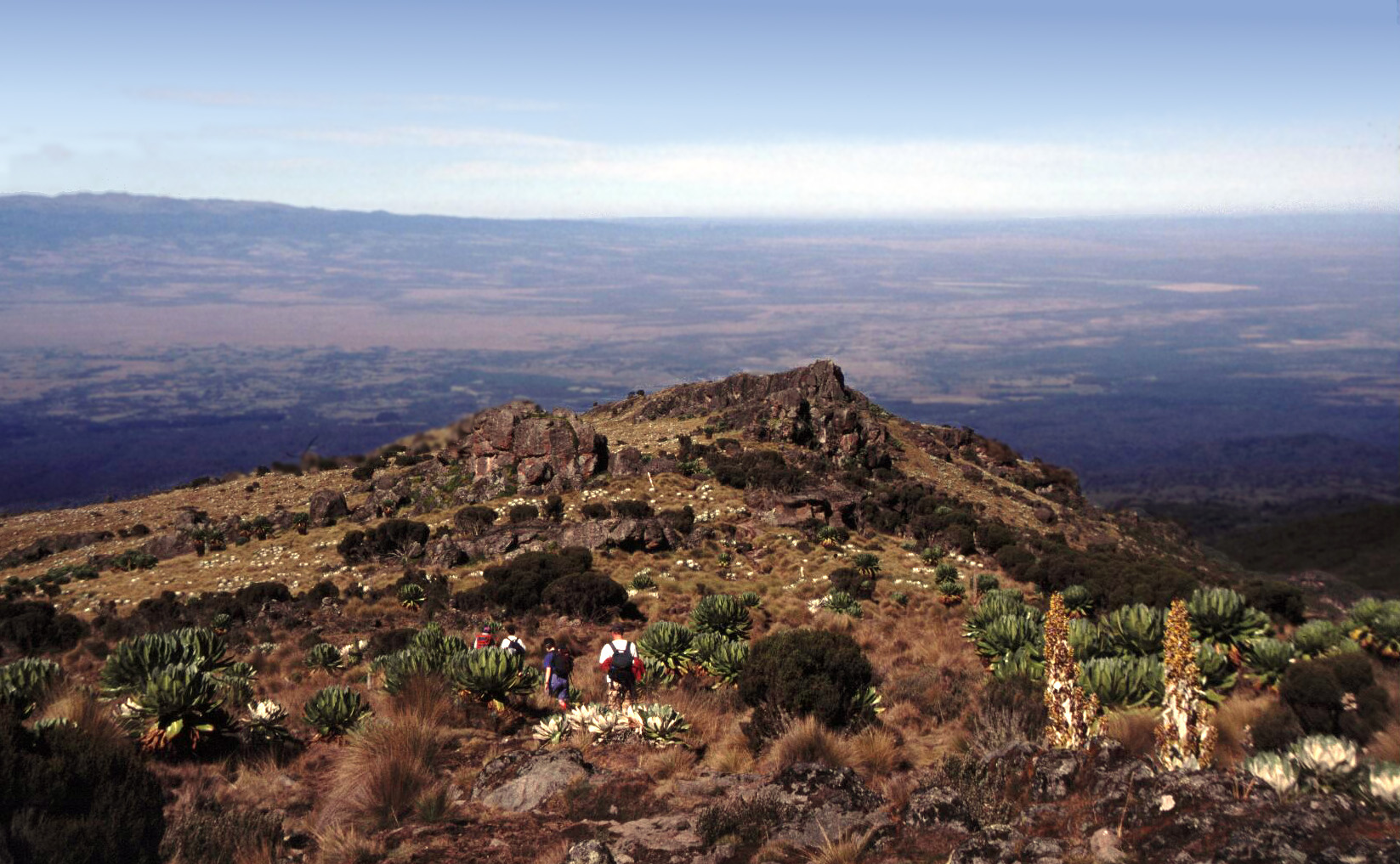
La dernière étape se déroule dans la région du mont Kenya.

La dernière étape, autour du mont Kenya, est considérée comme la plus difficile du rallye. Mikkola et Mehta continuent leur duel, le pilote finlandais réussissant à porter son avance à treize minutes en début de parcours. Toutefois, au contrôle de Nyahururu, Mehta a réduit son retard à onze minutes. Entre Nyahururu et Colchecchio, la Mercedes de tête doit s'arrêter, une pierre ayant percé le radiateur d'eau. La radio étant en panne, l'équipage ne peut prévenir l'assistance et ce n'est qu'au passage de la Mercedes de Waldegård que l'équipe d'intervention peut être contactée. Au total, Mikkola perd plus d'une heure. Munari ayant également rencontré des problèmes de transmission qui lui ont coûté plus de deux heures, Mehta se retrouve au commandement avec plus de cinquante minutes d'avance sur Mikkola, tandis que Röhrl accède à la troisième place. Ce dernier ne profite pas longtemps de sa bonne position car, dans le tronçon suivant, sa Fiat rencontre de gros problèmes de direction qui vont lui faire perdre plus d'une heure et demie. À la halte de Meru, Mehta conserve quarante-huit minutes d'avance sur Mikkola. Désormais troisième, Cowan compte plus d'une heure de retard, menacé par Alén, auteur d'une belle remontée.
| Pos. | Pilote          | Copilote              | Voiture                   | Groupe | Pénalisations | Écart        |
| ---- | --------------- | --------------------- | ------------------------- | ------ | ------------- | ------------ |
| 1    | Shekhar Mehta   | Mike Doughty          | Datsun 160J PA10          | 2      | 4 h 49 min    |              |
| 2    | Hannu Mikkola   | Arne Hertz            | Mercedes-Benz 450 SLC 5.0 | 4      | 5 h 37 min    | + 48 min     |
| 3    | Andrew Cowan    | Johnstone Syer        | Mercedes 280 E            | 2      | 6 h 01 min    | + 1 h 12 min |
| 4    | Markku Alén     | Ilkka Kivimäki        | Fiat 131 Abarth           | 4      | 6 h 07 min    | + 1 h 18 min |
| 5    | Rauno Aaltonen  | Lofty Drews           | Datsun 160J PA10          | 2      | 6 h 36 min    | + 1 h 47 min |
| 6    | Walter Röhrl    | Christian Geistdörfer | Fiat 131 Abarth           | 4      | 7 h 13 min    | + 2 h 24 min |
| 7    | Björn Waldegård | Hans Thorszelius      | Mercedes-Benz 450 SLC 5.0 | 4      | 7 h 36 min    | + 2 h 47 min |
| 8    | Mike Kirkland   | Dave Haworth          | Datsun 160J PA10          | 2      | 7 h 37 min    | + 2 h 48 min |
| 9    | Sandro Munari   | Silvio Maiga          | Fiat 131 Abarth           | 4      | 7 h 46 min    | + 2 h 57 min |
| 10   | Harry Källström | Claes Billstam        | Datsun 160J PA10          | 2      | 8 h 57 min    | + 4 h 08 min |

#### Meru - Nairobi
Sa confortable avance permet à Mehta d'adopter un rythme plus modéré en cette dernière journée. Sauf incident, il a course gagnée. Second, Mikkola connaît une nouvelle alerte lorsque, juste après Nyeri, des problèmes d'amortisseurs arrière lui font perdre une dizaine de minutes, le mettant sous la menace directe d'Alén, qui a dépassé Cowan. La fin de course se déroule cependant sans autre incident notable, Mehta remportant son deuxième Safari, loin devant Mikkola qui a réussi à conserver cinq minutes d'avance sur la Fiat d'Alén. Accablé d'ennuis lors de cette dernière étape, Munari a perdu plusieurs heures et plongé à la dixième place du classement. Seuls vingt-et-un équipages sont allés au terme de l'épreuve, dont vingt dans le délai suffisant pour être classé.

### Classement général
| Pos | No | Pilote          | Copilote              | Voiture                   | Pénalisations | Écart        | Groupe |
| --- | -- | --------------- | --------------------- | ------------------------- | ------------- | ------------ | ------ |
| 1   | 9  | Shekhar Mehta   | Mike Doughty          | Datsun 160J PA10          | 6 h 27 min    |              | 2      |
| 2   | 14 | Hannu Mikkola   | Arne Hertz            | Mercedes-Benz 450 SLC 5.0 | 7 h 15 min    | + 48 min     | 4      |
| 3   | 3  | Markku Alén     | Ilkka Kivimäki        | Fiat 131 Abarth           | 7 h 20 min    | + 53 min     | 4      |
| 4   | 16 | Andrew Cowan    | Johnstone Syer        | Mercedes 280 E            | 7 h 36 min    | + 1 h 09 min | 2      |
| 5   | 1  | Rauno Aaltonen  | Lofty Drews           | Datsun 160J PA10          | 8 h 06 min    | + 1 h 39 min | 2      |
| 6   | 10 | Björn Waldegård | Hans Thorszelius      | Mercedes-Benz 450 SLC 5.0 | 9 h 19 min    | + 2 h 52 min | 4      |
| 7   | 22 | Mike Kirkland   | Dave Haworth          | Datsun 160J PA10          | 9 h 34 min    | + 3 h 07 min | 2      |
| 8   | 11 | Walter Röhrl    | Christian Geistdörfer | Fiat 131 Abarth           | 10 h 25 min   | + 3 h 58 min | 4      |
| 9   | 5  | Harry Källström | Claes Billstam        | Datsun 160J PA10          | 10 h 43 min   | + 4 h 16 min | 2      |
| 10  | 7  | Sandro Munari   | Silvio Maiga          | Fiat 131 Abarth           | 11 h 33 min   | + 5 h 06 min | 2      |

### Hommes de tête
- Sandro Munari -  Silvio Maiga (Fiat 131 Abarth),  Shekhar Mehta -  Mike Doughty (Datsun 160J PA10) &  Björn Waldegård -  Hans Thorszelius (Mercedes-Benz 450 SLC 5.0) : du C.H. n°1 au C.H. n°4
- Björn Waldegård -  Hans Thorszelius (Mercedes-Benz 450 SLC 5.0) : du C.H. n°5 au C.H. n°8
- Shekhar Mehta -  Mike Doughty (Datsun 160J PA10) : C.H. n°9
- Björn Waldegård -  Hans Thorszelius (Mercedes-Benz 450 SLC 5.0) : du C.H. n°10 au C.H. n°21
- Shekhar Mehta -  Mike Doughty (Datsun 160J PA10) : du C.H. n°22 au C.H. n°24
- Shekhar Mehta -  Mike Doughty (Datsun 160J PA10) &  Björn Waldegård -  Hans Thorszelius (Mercedes-Benz 450 SLC 5.0) : C.H. n°25
- Björn Waldegård -  Hans Thorszelius (Mercedes-Benz 450 SLC 5.0) : du C.H. n°26 au C.H. n°29
- Timo Mäkinen -  Jean Todt (Peugeot 504 V6 coupé) : du C.H. n°30 au C.H. n°39
- Hannu Mikkola -  Arne Hertz (Mercedes-Benz 450 SLC 5.0) : du C.H. n°40 au C.H. n°68
- Shekhar Mehta -  Mike Doughty (Datsun 160J PA10) : du C.H. n°69 au C.H. n°82

## Résultats des principaux engagés
| No | Pilote               | Copilote              | Voiture                   | Groupe | Classement général                          | Class. groupe |
| -- | -------------------- | --------------------- | ------------------------- | ------ | ------------------------------------------- | ------------- |
| 1  | Rauno Aaltonen       | Lofty Drews           | Datsun 160J PA10          | 2      | 5e à 1 h 39 min                             | 3e            |
| 2  | Joginder Singh       | David Doig            | Mercedes 280 E            | 2      | 11e à 5 h 13 min                            | 6e            |
| 3  | Markku Alén          | Ilkka Kivimäki        | Fiat 131 Abarth           | 4      | 3e à 53 min                                 | 2e            |
| 4  | Simo Lampinen        | Atso Aho              | Peugeot 504 V6 coupé      | 4      | ab. dans la 1re étape (coussinet de bielle) | -             |
| 5  | Harry Källström      | Claes Billstam        | Datsun 160J PA10          | 2      | 9e à 4 h 16 min                             | 5e            |
| 6  | Vic Preston Jr       | John Lyall            | Mercedes-Benz 450 SLC 5.0 | 4      | ab. dans la 1re étape (pont arrière)        | -             |
| 7  | Sandro Munari        | Silvio Maiga          | Fiat 131 Abarth           | 4      | 10e à 5 h 06 min                            | 5e            |
| 8  | Timo Mäkinen         | Jean Todt             | Peugeot 504 V6 coupé      | 4      | ab. dans la 2e étape (bielle coulée)        | -             |
| 9  | Shekhar Mehta        | Mike Doughty          | Datsun 160J PA10          | 2      | 1er                                         | 1er           |
| 10 | Björn Waldegård      | Hans Thorszelius      | Mercedes-Benz 450 SLC 5.0 | 4      | 6e à 2 h 52 min                             | 3e            |
| 11 | Walter Röhrl         | Christian Geistdörfer | Fiat 131 Abarth           | 4      | 8e à 3 h 58 min                             | 4e            |
| 12 | Jean-Pierre Nicolas  | Henry Liddon          | Peugeot 504 V6 coupé      | 4      | ab. dans la 1re étape (bielle coulée)       | -             |
| 14 | Hannu Mikkola        | Arne Hertz            | Mercedes-Benz 450 SLC 5.0 | 4      | 2e à 48 min                                 | 1er           |
| 15 | Robin Ulyate         | Ian Street            | Fiat 131 Abarth           | 4      | 14e à 8 h 17 min                            | 7e            |
| 16 | Andrew Cowan         | Johnstone Syer        | Mercedes 280 E            | 2      | 4e à 1 h 09 min                             | 2e            |
| 17 | Johnny Hellier       | Kanti Shah            | Datsun Violet 710         | 2      | 13e à 8 h 13 min                            | 7e            |
| 18 | Jean-Claude Lefebvre | Christian Delferier   | Peugeot 504 V6 coupé      | 4      | 12e à 6 h 51 min                            | 6e            |
| 19 | Sobieslaw Zasada     | Błażej Krupa          | Mercedes 280 E            | 2      | ab. dans la 2e étape (sortie de route)      | -             |
| 20 | Jürgen Barth         | Roland Kussmaul       | Porsche 924 turbo         | 4      | ab. dans la 3e étape (transmission)         | -             |
| 22 | Mike Kirkland        | Dave Haworth          | Datsun 160J PA10          | 2      | 7e à 3 h 07 min                             | 4e            |
| 23 | Yoshio Iwashita      | Yoshimasa Nakahara    | Datsun 160J PA10          | 2      | 15e à 8 h 19 min                            | 8e            |
| 25 | Hanspeter Ruedin     | Eckardt Ender         | Mitsubishi Colt Lancer    | 2      | 20e à 19 h 43 min                           | 12e           |
| 26 | Alex Janda           | Helmut Ristl          | Porsche 924 turbo         | 4      | ab. dans la 1re étape (moteur)              | -             |
| 32 | Frank Tundo          | John Hope             | Ford Escort RS1800        | 4      | 16e à 11 h 24 min                           | 8e            |

## Classements des championnats à l'issue de la course

### Constructeurs
- attribution des points : 10, 9, 8, 7, 6, 5, 4, 3, 2, 1 respectivement aux dix premières marques de chaque épreuve, additionnés de 8, 7, 6, 5, 4, 3, 2, 1 respectivement aux huit premières de chaque groupe (seule la voiture la mieux classée de chaque constructeur marque des points). Les points de groupe ne sont attribués qu'aux concurrents ayant terminé dans les dix premiers au classement général.
- seuls les sept meilleurs résultats (sur douze épreuves) sont retenus pour le décompte final des points.

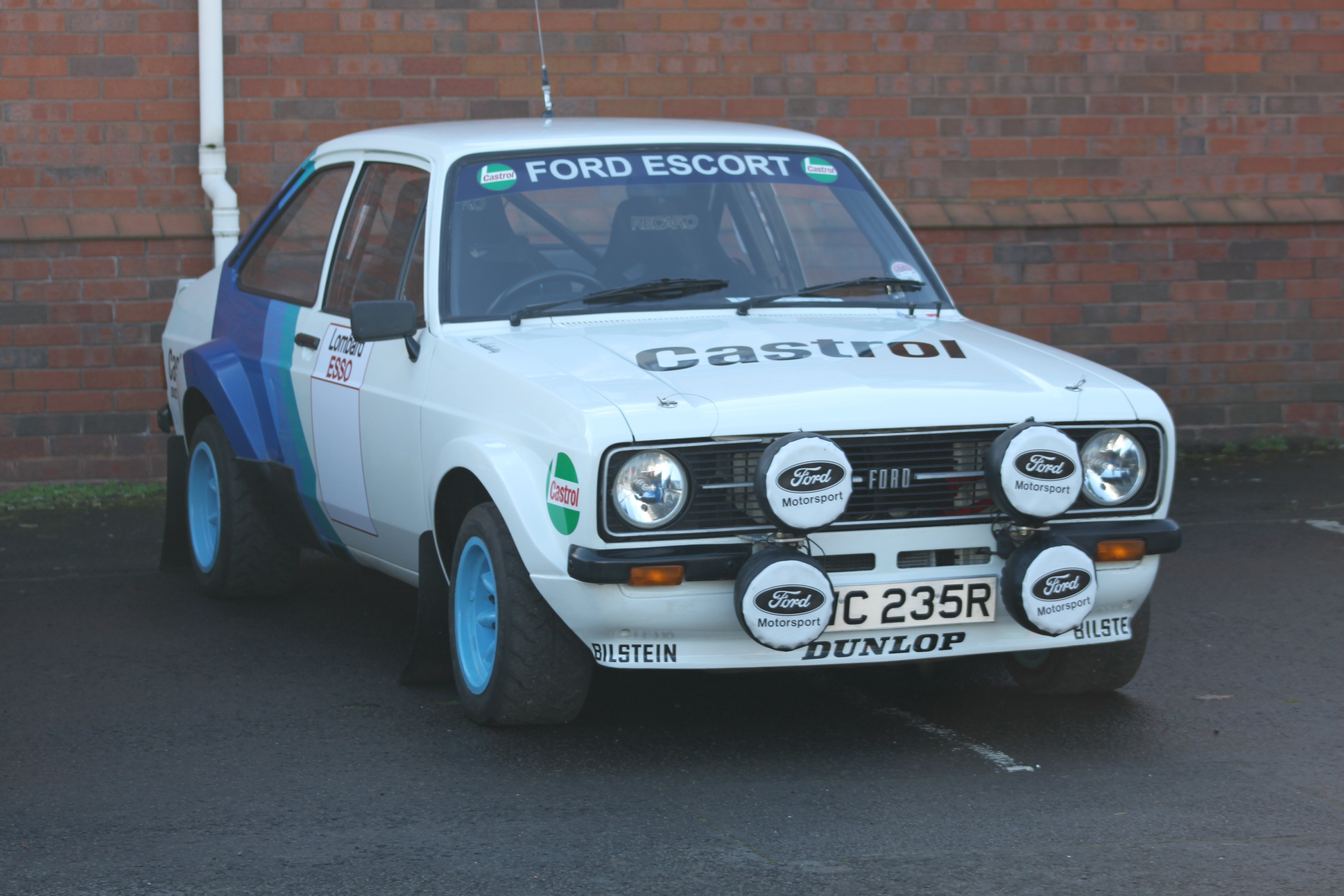
Malgré sa non-participation au Safari, Ford conserve la tête du championnat.

| Pos. | Marque        | Points | M-C  | SUE  | POR  | SAF  | ACR | NZL | FIN | QUE | SAN | COR | RAC | BAN |
| ---- | ------------- | ------ | ---- | ---- | ---- | ---- | --- | --- | --- | --- | --- | --- | --- | --- |
| 1    | Ford          | 50     | 9+7  | 9+7  | 10+8 | -    |     |     |     |     |     |     |     |     |
| 2    | Fiat          | 41     | 8+6  | 7+5  | -    | 8+7  |     |     |     |     |     |     |     |     |
| 3    | Datsun        | 40     | -    | 2+6  | 7+7  | 10+8 |     |     |     |     |     |     |     |     |
| 4    | Opel          | 22     | -    | 5+8  | 3+6  | -    |     |     |     |     |     |     |     |     |
| 5    | Lancia        | 18     | 10+8 | -    | -    | -    |     |     |     |     |     |     |     |     |
| 5=   | Saab          | 18     | -    | 10+8 | -    | -    |     |     |     |     |     |     |     |     |
| 7    | Mercedes-Benz | 17     | -    | -    | -    | 9+8  |     |     |     |     |     |     |     |     |
| 8    | Toyota        | 16     | -    | -    | 8+8  | -    |     |     |     |     |     |     |     |     |
| 9    | Vauxhall      | 14     | -    | 8+6  | -    | -    |     |     |     |     |     |     |     |     |
| 10   | Audi          | 11     | -    | -    | 5+6  | -    |     |     |     |     |     |     |     |     |
| 10=  | Renault       | 11     | 3+8  | -    | -    | -    |     |     |     |     |     |     |     |     |
| 12   | Porsche       | 8      | 5+3  | -    | -    | -    |     |     |     |     |     |     |     |     |
| 13   | Volvo         | 6      | -    | 1+5  | -    | -    |     |     |     |     |     |     |     |     |

### Pilotes
- attribution des points : 20, 15, 12, 10, 8, 6, 4, 3, 2, 1 respectivement aux dix premiers de chaque épreuve.
- seuls les sept meilleurs résultats (sur douze épreuves) sont retenus pour le décompte final des points.

| Pos. | Pilote              | Marque               | Points | M-C | SUE | POR | SAF | ACR | NZL | FIN | QUE | SAN | COR | RAC | BAN |
| ---- | ------------------- | -------------------- | ------ | --- | --- | --- | --- | --- | --- | --- | --- | --- | --- | --- | --- |
| 1    | Hannu Mikkola       | Ford, Mercedes-Benz¹ | 51     | 8   | 8   | 20  | 15¹ |     |     |     |     |     |     |     |     |
| 1=   | Björn Waldegård     | Ford, Mercedes-Benz¹ | 51     | 15  | 15  | 15  | 6¹  |     |     |     |     |     |     |     |     |
| 3    | Markku Alén         | Fiat                 | 34     | 12  | 10  | -   | 12  |     |     |     |     |     |     |     |     |
| 4    | Bernard Darniche    | Lancia               | 20     | 20  | -   | -   | -   |     |     |     |     |     |     |     |     |
| 4=   | Stig Blomqvist      | Saab                 | 20     | -   | 20  | -   | -   |     |     |     |     |     |     |     |     |
| 4=   | Shekhar Mehta       | Datsun               | 20     | -   | -   | -   | 20  |     |     |     |     |     |     |     |     |
| 7    | Pentti Airikkala    | Vauxhall             | 12     | -   | 12  | -   | -   |     |     |     |     |     |     |     |     |
| 7=   | Ove Andersson       | Toyota               | 12     | -   | -   | 12  | -   |     |     |     |     |     |     |     |     |
| 9    | Jean-Claude Andruet | Fiat                 | 10     | 10  | -   | -   | -   |     |     |     |     |     |     |     |     |
| 9=   | Andy Dawson         | Datsun               | 10     | -   | -   | 10  | -   |     |     |     |     |     |     |     |     |
| 9=   | Andrew Cowan        | Mercedes-Benz        | 10     | -   | -   | -   | 10  |     |     |     |     |     |     |     |     |
| 12   | Carlos Torres       | Ford                 | 8      | -   | -   | 8   | -   |     |     |     |     |     |     |     |     |
| 12=  | Rauno Aaltonen      | Datsun               | 8      | -   | -   | -   | 8   |     |     |     |     |     |     |     |     |
| 14   | Jean-Pierre Nicolas | Porsche              | 6      | 6   | -   | -   | -   |     |     |     |     |     |     |     |     |
| 14=  | Björn Johansson     | Opel                 | 6      | -   | 6   | -   | -   |     |     |     |     |     |     |     |     |
| 14=  | Harald Demuth       | Audi                 | 6      | -   | -   | 6   | -   |     |     |     |     |     |     |     |     |
| 17   | Michèle Mouton      | Fiat                 | 4      | 4   | -   | -   | -   |     |     |     |     |     |     |     |     |
| 17=  | Ola Stromberg       | Saab                 | 4      | -   | 4   | -   | -   |     |     |     |     |     |     |     |     |
| 17=  | Freddy Kottulinsky  | Audi                 | 4      | -   | -   | 4   | -   |     |     |     |     |     |     |     |     |
| 17=  | Mike Kirkland       | Datsun               | 4      | -   | -   | -   | 4   |     |     |     |     |     |     |     |     |
| 21   | Guy Fréquelin       | Renault              | 3      | 3   | -   | -   | -   |     |     |     |     |     |     |     |     |
| 21=  | Lars Carlsson       | Opel                 | 3      | -   | 3   | -   | -   |     |     |     |     |     |     |     |     |
| 21=  | Joaquim Santos      | Opel                 | 3      | -   | -   | 3   | -   |     |     |     |     |     |     |     |     |
| 21=  | Walter Röhrl        | Fiat                 | 3      | -   | -   | -   | 3   |     |     |     |     |     |     |     |     |